# Wildlife Photographer of the Year
Wildlife Photographer of the Year est une compétition de photographie animalière annuelle, dirigée par le Musée d'histoire naturelle de Londres et BBC Wildlife. La première compétition a eu lieu en 1964, avec trois catégories et près de 600 participants. En 2008, la compétition comptait plus de 32 000 participations pour 3 100 photographes de 82 pays. Une exposition des gagnants et des récompensés a lieu chaque année au Musée d'histoire naturelle. Cette exposition est montrée dans le monde entier. Elle est souvent citée comme l'une des plus prestigieuses compétitions de photographie du monde,. Chaque année depuis 1998, les photographies primées sont également publiées en français dans un livre grand format. Jusqu'en 2015 chez les éditions Dakota, sous le titre Vie Sauvage, coédité avec le magazine Géo et depuis 2016 chez les éditions Biotope en coédition avec le Musée d'histoire naturelle de Londres.

## Catégories
- Animals in Their Environment
- Animal Behaviour: Birds
- Animal Behaviour: Mammals
- Animal Behaviour: All Other Animals
- The Underwater World
- Animal Portraits
- In Praise of Plants
- Urban and Garden Wildlife
- Nature in Black and White
- Creative Visions of Nature
- Wild Places
- 10 years and under
- 11–14 years old
- 15–17 years old
- Special Award: Eric Hosking Award
- Special Award: Gerald Durrell Award for Endangered Wildlife
- Special Award: One Earth Award
- Special Award: Photographer’s Award for Lifetime Commitment to Wildlife Photography New for 2008.

## Photographes primés
- Michel d'Oultremont
- Jim Brandenburg
- Mark Carwardine
- Jan Töve Johansson
- Frans Lanting
- Brian W. Matthews
- Vincent Munier
- David Noton
- Jonathan Scott
- Florian Schulz
- Stefano Unterthiner
- Laurent Baheux
- Serge Tollari
- Bencé Maté
- Fredéric Larrey
- Anthony Berberian
- Frank Deschandol
- Jeremie Villet